# Basti (distrikt)
Basti är ett distrikt i den indiska delstaten Uttar Pradesh, och hade 2 084 814 invånare år 2001 på en yta av 3 033,8 km². Det gör en befolkningsdensitet på 687,2 inv/km². Den administrativa huvudorten är staden Basti. De största religionerna är hinduism (84,56 %) och islam (14,70 %).

## Administrativ indelning
Distriktet är indelat i tre kommunliknande enheter, tehsils:
- Basti, Bhanpur, Harraiya

## Städer
Distriktets två städer är huvudorten Basti samt Harraiya.
Urbaniseringsgraden låg på 5,56 procent år 2001.